# Mahina (mitología)
Mahina es, en la mitología hawaiana, una deidad lunar, la madre de Hema. Mahina es también la palabra para Luna en hawaiano y lengua rapanui.  
Mahina es también la palabra hindi para mes.
- Datos: Q6734017